# Глоссеты
Глоссеты (glossetta, ae f глосетта — уменьшительное от греч. glossa «язык») — небольшие по размеру таблетки, обычно с глянцевой поверхностью, предназначенные для сублингвального и ретробуккального (защёчного) применения. Глоссеты легко растворяются, при этом активные вещества освобождаются и всасываются слизистой оболочкой рта. Их используют для получения резорбтивного эффекта. Глоссеты применяют и в тех случаях, когда лекарства нельзя назначить внутрь из-за неустойчивости в желудочно-кишечном тракте.
Выписываются глоссеты по правилам выписывания таблеток.